# Zophorame covacevichae
Zophorame covacevichae is een spinnensoort uit de familie Barychelidae. De soort komt voor in Queensland.